# Dilema do crocodilo
O paradoxo do crocodilo, também conhecido como sofismo do crocodilo, é um paradoxo lógico da mesma família que o paradoxo do mentiroso. A premissa diz que um crocodilo, tendo roubado uma criança, promete ao pai/mãe que sua criança será retornada se (e apenas se) ele(a) puder prever corretamente se o crocodilo retornará ou não a criança.
A transação é plausível logicamente, porém imprevisível se o pai/mãe responder que a criança será retornada: um dilema ocorre para o crocodilo caso o progenitor responda que a criança não será retornada. No caso do crocodilo decidir manter a criança, ele viola seus próprios termos: a previsão do pai/mãe foi validada, e a criança deve ser retornada. Porém, no caso de o crocodilo decidir devolver a criança, ele viola os seus próprios termos, mesmo se a decisão for baseada no resultado anterior: a previsão do pai/mãe se torna falsa, e a criança não deve ser retornada. A questão do que o crocodilo deve fazer é portanto paradoxal, e não há solução justificável.
O dilema do crocodilo serve para demonstrar alguns problemas lógicos decorrentes de metaconhecimento. Neste ponto, este é similar em construção ao paradoxo do enforcamento inesperado que Richard Montague (1960) usou para demonstrar que as seguintes suposições são inconsistentes se testadas juntas:
(i)  Se ρ for aceite(o) como verdade, então ρ.
(ii) É aceite(o) que (i).
(iii) Se ρ implica σ, e ρ é aceite(o) como verdade, então σ também o é.
É também similar ao paradoxo do mentiroso. Textos da Grécia Antiga foram as primeiras fontes conhecidas do dilema do crocodilo.